# Jens Flemming
Jens Flemming (* 30. Juni 1944 in Glogau) ist ein deutscher Historiker. Von 1992 bis 2009 war er als Professor für Neuere und Neueste Geschichte an der Universität Kassel tätig.

## Leben und Wirken
Jens Flemming wurde in Niederschlesien geboren und wuchs in Niedersachsen auf. Er studierte von 1965 bis 1970 Geschichte, Germanistik, Philosophie und Pädagogik an der Universität Hamburg. Nach dem Staatsexamen für das höhere Lehramt wurde er 1976 bei Fritz Fischer und Klaus Saul mit der Dissertation Landwirtschaftliche Interessen und Demokratie. Ländliche Gesellschaft, Agrarverbände und Staat 1890–1925 zum Dr. phil. promoviert. 1989 habilitierte er sich an der Carl von Ossietzky Universität Oldenburg. Danach war Flemming Gastprofessor an der Universität Bielefeld und der Universität Kassel. Im Jahr 1992 wurde er Professor für Neuere und Neueste Geschichte an der Universität Kassel und lehrte dort bis zu seiner Emeritierung 2009. Er ist Mitglied u. a. der Theodor Fontane Gesellschaft, der Heinrich Mann-Gesellschaft, der Gesellschaft für Agrargeschichte und der Historischen Kommission für Hessen. Zudem ist Flemming Vertrauensdozent der SPD-nahen Friedrich-Ebert-Stiftung und Leiter der Informationsstelle zur Geschichte des Nationalsozialismus in Nordhessen.
Im Zentrum seiner Forschungen stehen Themen der politischen Geschichte, der Sozial-, Alltags- und Kulturgeschichte im deutschsprachigen Raum. Er publizierte u. a. in den Zeitschriften Archiv für Sozialgeschichte und Das Argument sowie in Tageszeitungen. Neben seiner wissenschaftlichen Arbeit war Flemming viele Jahre journalistisch tätig. Für Rundfunk, Fernsehen, Zeitungen und Zeitschriften arbeitete er als freier Autor.
Zu seinen Schülern und Schülerinnen gehören Dagmar Bussiek, Nadine Freund, Florian Cebulla und Klaus-Dieter Weber.
Flemming lebt in Berlin. Er hat zwei Töchter aus erster Ehe und zwei Stieftöchter.

## Schriften (Auswahl)
- Landwirtschaftliche Interessen und Demokratie. Ländliche Gesellschaft, Agrarverbände und Staat 1890–1925. Verlag Neue Gesellschaft, Bonn 1978, ISBN 3-87831-271-7.
- Hrsg.: Die Republik von Weimar. 2 Bände, Droste, Düsseldorf 1979, ISBN 3-7610-7224-4 / ISBN 3-7610-7225-2.
- Ständehaus, Revolution und parlamentarische Traditionen in Kassel (= Historische Schriftenreihe, Band 1). Landeswohlfahrtsverband Hessen, Kassel 1999, ISBN 3-89203-039-1.
- Hrsg., P. Puppel u. a.: Lesarten der Geschichte. Ländliche Ordnungen und Geschlechterverhältnisse. Festschrift für Heide Wunder zum 65. Geburtstag (= Kasseler Semesterbücher, Band 14). Kassel University Press, Kassel 2004, ISBN 3-89958-030-3.
- Hrsg. mit Dietfrid Krause-Vilmar und Wolfdietrich Schmied-Kowarzik: Juden in Deutschland – Streiflichter aus Geschichte und Gegenwart. kassel university press, Kassel 2007, ISBN 978-3-89958-265-9 (uni-kassel.de [PDF; 551 kB]).
- Hrsg. mit Dietfrid Krause-Vilmar: Fremdherrschaft und Freiheit. Das Königreich Westphalen als napoleonischer Modellstaat. Kassel University Press, Kassel 2009, ISBN 978-3-89958-475-2.
- Hrsg. mit Klaus Saul, Peter-Christian Witt: Lebenswelten im Ausnahmezustand. Die Deutschen, der Alltag und der Krieg, 1914–1918 (= Zivilisationen & Geschichte, Band 16). Lang, Frankfurt am Main 2011, ISBN 978-3-631-63037-2.
- Hrsg. mit Dietfrid Krause-Vilmar: Kassel in der Moderne. Studien und Forschungen zur Stadtgeschichte. Schüren, Marburg 2013, ISBN 978-3-89472-906-6.
- „Die Vorsehung schenke uns einen wirklichen Führer“ – Bargteheide und die Weimarer Republik. In: Demokratische Geschichte. Bd. 23, Schleswig-Holsteinischer Geschichtsverlag, Malente 2012, ISBN 978-3-933862-46-4, S. 11–50.
- Die Madsacks und der »Hannoversche Anzeiger«. Eine bürgerliche Großstadtzeitung zwischen Kaiserreich und Nationalsozialismus, 1893–1945, Wallstein, Göttingen 2019, ISBN 978-3-8353-3586-8.